# Jean Claude Randrianarisoa
Jean Claude Randrianarisoa (ur. 4 grudnia 1961 w Nandihizana Carion) – madagadkarski duchowny rzymskokatolicki, w latach 2007–2023 biskup Miarinarivo.

## Życiorys
Święcenia kapłańskie przyjął 21 września 1991 i został inkardynowany do archidiecezji Antananarivo. Po święceniach przez kilka lat pracował jako duszpasterz parafialny, zaś w 1998 został rektorem seminarium w Ambohipo. W latach 2000–2003 studiował w Rzymie, a po powrocie do kraju objął stanowisko rektora międzydiecezjalnego seminarium w Faliarivo.
15 lutego 2007 papież Benedykt XVI mianował go biskupem Miarinarivo. Sakry biskupiej udzielił mu 20 maja 2007 abp Odon Razanakolona.
W latach 2012–2021 pełnił funkcję sekretarza generalnego madagaskarskiej Konferencji Episkopatu.
12 czerwca 2023 papież Franciszek przyjął jego rezygnację z pełnionej funkcji.